# اقتصادنا
اقتصاد ما (به عربی: اقتصادنا) اثری از روحانی شیعه سید محمدباقر صدر است. این کتاب در مورد اقتصاد اسلامی است. محمد باقر صدر در سال ۱۹۳۵ در کاظمین متولد شد. این کتاب که در بین سال‌های ۱۹۶۰ تا ۱۹۶۱ نوشته و در سال ۱۹۸۲ منتشر شد یکی از اصلی‌ترین آثار صدر و یکی از مهم‌ترین آثار موجود در در زمینهٔ اقتصاد اسلامی است و هنوز هم پایه‌ای برای بانکداری اسلامی به‌شمار می‌رود. اولین ترجمهٔ این کتاب به زبان انگلیسی توسط دولت ایران در سال ۱۹۸۲ صورت گرفت و در سال ۱۹۸۴ از آن این کتاب توسط یک شرق‌شناس جوان آلمانی به زبان آلمانی ترجمه شد.

## محتوا
اقتصادنا به عنوان اولین کتاب تحلیلی جامع در زمینهٔ اقتصاد از دیدگاه اسلام شناخته می‌شود. صدر از احکام شرعی برای ارائهٔ فلسفهٔ اقتصادی استفاده کرد. اقتصادنا به سه عنوان اصلی می‌پردازد: اصول و روش‌ها، توزیع و عوامل تولید، و توزیع و عدالت. این کتاب شامل سه بخش است: دو بخش اول نشان می‌دهد که اسلام با ارائهٔ یک جایگزین اسلامی به سرمایه‌داری و سوسیالیسم، به مسائل دنیای مدرن پاسخ می‌دهد و بخش سوم مفهوم اقتصاد اسلامی را توضیح می‌دهد.
کتاب اقتصادنا شامل نظریه‌هایی از اقتصاد اسلامی است که با نظریه‌های دیگر متفاوت است. نظریهٔ مطرح شده در این کتاب شامل ارائهٔ راهکارهای عملی برای مسائل اقتصادی در راستای عدالت می‌شود. اقتصاد اسلامی آموزه‌ای است که عدالت نقش مهمی در آن دارد. این آموزه بر اساس اعتقادات، قوانین، گزاره‌ها و مفاهیم و تعاریف اسلامی که برگرفته از منابع اسلامی‌اند شکل گرفته‌است.
قسمت اول اقتصادنا به بحث دربارهٔ ماده‌باوری تاریخی و مارکسیسم، سوسیالیسم، کمونیسم و سرمایه‌داری اختصاص دارد. صدر بر اساس اینکه اسلام بین فرد و حاکم در حکومت اسلامی به گونه‌ای تمایز قائل شده‌است که نیاز به تمایز بین مالکیت خصوصی و عمومی دارد، سوسیالیسم را رد می‌کند. در عین حال او سرمایه‌داری را نیز رد می‌کند زیرا به عقیدهٔ او هم منشأ دارایی‌های خصوصی و هم منشأ دارایی‌های عمومی از خداست و از این رو حقوق و وظایف افراد و حاکمان نیز توسط دین خدا، اسلام، تعیین می‌شود. او همچنین فرضی که اقتصاد اسلامی را ترکیبی از کاپیتالیسم و سوسیالیسم می‌داند، رد می‌کند و می‌گوید که سرمایه‌داری و سوسیالیسم هر کدام نتیجهٔ طبیعی ایدئولوژی‌های خاصی هستند و اقتصاد اسلامی نتیجهٔ طبیعی ایدئولوژی اسلامی است و پس مستقل از دو نظام کاپیتالیسم و سوسیالیسم تبیین می‌شود.

## انتقادات
هرچند می توان اقتصاد اسلامی را به عنوان بخشی از حوزه اقتصاد دستوری در علم اقتصاد در نظر گرفت، اما تلاش صدر در تبیین این موضوع فارغ از اشکال نبوده است، به حدی که بی توجهی به آنها در حوزه اجرای عملی این نظرات می تواند مشکلات جبران ناپذیری را بر جا بگذارد. این اشکالات را می توان به‌صورت کلی به‌عنوان ایرادات روش شناسی، عدم مشاهده صحیح پدیده ها، سو گیری های شناختی و تناقضات استدلالی، عدم شناخت کافی از علم و تحلیل های اقتصادی و در نهایت نتیجه گیری های ناصحیح از آیات و روایات فهرست کرد.